# Ben Thatcher
Benjamin Thatcher (* 30. November 1975 in Swindon) ist ein ehemaliger walisischer Fußballspieler.

## Karriere
Der in England geborene walisische Nationalspieler begann seine Profikarriere beim FC Millwall, dem englischen Kultklub. 1996 wechselte er zum FC Wimbledon, einen weiteren englischen Kultklub. Sein erster großer Profiverein war Tottenham Hotspur, zu den der linke Verteidiger 2000 wechselte. In der Saison 2003/2004 spielte der Waliser bei Leicester City, ehe er Anfang der Saison 2004/2005 zu Manchester City wechselte. Dort blieb er bis Januar 2007, als er sich Charlton Athletic anschloss. Mit dem Klub stieg er am Ende der Saison 2006/2007 ab. Er blieb dem Klub auch in der Football League Championship treu, verließ ihn aber im Sommer 2008 zu Ligakonkurrent Ipswich Town. Im Jahr 2010 beendete er dort seine Karriere.
Thatcher spielte insgesamt siebenmal im walisischen Fußballnationalteam.